# Padmaavat
Pour plus de détails, voir Fiche technique et Distribution.
Padmaavat est un film historique épique indien, réalisé par Sanjay Leela Bhansali, sorti en 2018.
Le film est inspiré du poème épique Padmaavat du poète soufi Malik Muhammad Jayasi.
En 1303, dans l'Inde médiévale, la reine Padmavati est connue pour sa beauté qualifiée de divine, alliée à un grand sens de la justice. Elle est l'épouse du Maradjha Ratan Singh et la fierté du royaume prospère de Chittor, situé au Nord Ouest de l'Inde (Rajasthan).  Mais lorsque des échos de sa beauté légendaire parviennent aux oreilles d'Allaudin Khilji, le sultan de Delhi, il s'ensuit un conflit dévastateur entre les deux royaumes au cours duquel l'honneur et les valeurs des protagonistes, mais aussi l'obsession d'un homme pour la femme d'un autre entreront dans l'histoire.
Le film aborde la pratique du sati au Rajastan et le groupe Shree Rajput Karni Sena, fondamentalement opposé à l'interdiction de cette forme de sacrifice des veuves, s'oppose à la sortie du film.

## Fiche technique
Sauf indication contraire, les informations mentionnées dans cette section peuvent être confirmées par la base de données cinématographiques IMDb,  présente dans la section « Liens externes ».
- Titre : Padmaavat
- Réalisation : Sanjay Leela Bhansali
- Scénario : Sanjay Leela Bhansali, Prakash Kapadia
- Casting : Shruti Mahajan
- Dialogues : Prakash Kapadia
- Décors : Subrata Chakraborthy, Amit Ray
- Costumes : Ajay, Maxima Basu, Harpreet Rimple, Chandrakant Sonawane
- Maquillage : Preetisheel Singh
- Son : Bishwadeep Chatterjee
- Photographie : Sudeep Chatterjee
- Montage : Rajesh Pandey
- Musique : Sanchit Balhara, Sanjay Leela Bhansali
- Paroles : A. M. Turaz, Siddharth-Garima
- Production : Ajit Andhare, Sanjay Leela Bhansali, Shobha Sant, Sudhanshu Vats
- Sociétés de production : Bhansali Productions, Viacom18 Motion Pictures, Paramount Pictures, Paramount Classics
- Sociétés de distribution : Aanna Films, Viacom18 Motion Pictures, Paramount Pictures, Paramount Classics
- Société d'effets spéciaux : NY VFXWaala
- Pays d'origine :  Inde
- Langue : Hindi
- Format : Couleurs - 2,35:1 - DTS / Dolby Digital - 35 mm
- Genre : Drame, historique, romance
- Durée : 164 minutes (2 h 44)
- Dates de sorties en salles :
  - France : 25 janvier 2018
  - Inde : 25 janvier 2018

## Distribution
- Deepika Padukone : Padmavati
- Shahid Kapoor : Maharawal Ratan Singh
- Ranveer Singh : Sultan Alauddin Khalji
- Aditi Rao Hydari : Mehrunissa
- Jim Sarbh : Malik Kafur
- Anupriya Goenka : Nagmati
- Raza Murad : Jalaluddin Khilji

## Production

### Genèse et développement
Le film appelé à l'origine Padmavati a été renommé Padmavaat (qui veut dire à propos de Padmavati) pour se distancier de l'histoire et apaiser ses détracteurs.

## Sortie
Des membres de la communauté rajpoute essayent d'empêcher la diffusion du film.

## Bande originale
Albums de Sanjay Leela Bhansali
Bajirao Mastani
(2015)
La bande originale du film, composée par Sanjay Leela Bhansali. Elle comprend six chansons, écrites par A. M. Turaz et Siddharth-Garima. La première chanson Ghoomar, dans laquelle Deepika Padukone interprète une danse folklorique traditionnelle rajasthani à l'intérieur du fort de Chittorgarh,, fut sortie le 25 octobre 2017. La deuxième chanson du film Ek Dil Ek Jaan est une ballade amoureuse entre Deepika Padukone et Shahid Kapoor, sortie le 11 novembre 2017. Le reste de la bande originale fut sortie le 21 janvier 2018, qui comprend les quatre autres chansons : Khalibali, Nainowale Ne, Holi et Binte Dil.
| 1.    | Ghoomar        | Shreya Ghoshal, Swaroop Khan | 6:11 |
| 2.    | Ek Dil Ek Jaan | Shivam Pathak                | 6:47 |
| 3.    | Khalibali      | Shivam Pathak, Shail Hada    | 5:34 |
| 4.    | Nainowale Ne   | Neeti Mohan                  | 5:59 |
| 5.    | Holi           | Richa Sharma, Shail Hada     | 6:40 |
| 6.    | Binte Dil      | Arijit Singh                 | 2:29 |
| 21:46 |                |                              |      |